# مستشفى برديس العام
مستشفى برديس العام هو مستشفي في برديس، البلينا، سوهاج، مصر.

## الوصف
مستشفى برديس على مساحة 1500 متر مربع، وتتكون من 3 طوابق “أرضي و2 علوي” وتحتوي على 36 سرير غسيل كلوي، و34 سرير داخلي، و8 أسرة عناية، وجناح للعمليات، وقسم للحضانات، وجناح للآشعة والمعامل، بالإضافة إلى العيادات الخارجية، ويعمل بها 156 طبيب وصيدلي، و152 من أطقم التمريض، بالإضافة إلى 23 فني معمل وأشعة.